# Umělecká improvizace
Umělecká improvizace je umělecká činnost konaná bez předchozího koncipování, tzn. že procesu vytváření vnímatelného útvaru nepředchází separátní proces jeho plánovitého vymýšlení; zamýšlená akce se rovnou provádí.[zdroj?] Umělec zabývající se systematicky uměleckou improvizací je improvizátor.

## Hudební improvizace
S improvizovanými uměleckými výstupy se lze setkat v oblasti hudby, kde se tímto slovem nazývají i některé hudební skladby (např. varhanní improvizace, klavírní improvizace apod.), avšak improvizace většinou není zapsána do not – je tedy pokaždé jiná. Metody hudební improvizace se používají především v blues, jazzu, ale i ve vážné hudbě.
Improvizátory byli téměř všichni skladatelé až do 19. století. Obor interpretace vznikal totiž pozvolna uváděním hudby barokních mistrů v období romantismu. Např. Bachovy skladby začal ve velkém uvádět až Felix Mendelssohn-Bartholdy v Lipsku.
Klavírním improvizátorem byli například Arne Linka (1938–1999) i Jiří Šlitr, významnými varhanními improvizátory byli či jsou Jaroslav Vodrážka, Otto Novák (1930–2013) a Vladimír Roubal, známí jsou také Jaroslav Tůma, Václav Uhlíř, David Postránecký (* 1975) či Jiří Lang. Mezi francouzské improvizátory patří Olivier Latry, Charles Tournemire, Marcel Dupré, Pierre Cochereau nebo Pierre Pincemaille. V minulosti byl za nepřekonatelného improvizátora považován Johann Sebastian Bach. V oblasti moderní populární art-rockové hudby je jím například Marián Varga a mnozí další.

## Herecké improvizace
Herecké improvizace předvádějí populární komici, baviči a komediální umělci. Improvizačním uměním vynikali či vynikají například Jan Werich, Jiří Voskovec, Vlasta Burian, Bolek Polívka, Jaroslav Dušek, Jiří Maryško, Lubomír Lipský, Miroslav Horníček, Miroslav Donutil Martin Zbrožek, Ivan Vyskočil, Luděk Sobota, Michal Suchánek a mnozí další. Ze současných divadelních souborů je potřeba zmínit především Divadlo Demago, Divadlo VOSTO5, Láhor soundsystém a další, jejichž tvorba je na improvizaci, ať už přímé nebo fixované, přímo založena.
V letech 1994 – 1998 TV Nova uváděla pořad Ruská Ruleta založeném na improvizačním umění Oldřicha Kaisera a Jiřího Lábuse. Herci získali losováním diváky zvolené téma, které během následujících dvou minut určeném na převléknutí a nástinu kostry příběhu, přetvořili v hranou několika minutovou scénku.
Herecká improvizace je základem samostatných dramatických či terapeutických forem jako jsou improvizační zápasy, dialogické jednání či divadlo fórum.

## Některé české improvizační show
- Partička
- Tři tygři
- Komediomat[6]
- La Parta[7]
- Parta z penzionu
- B.I.Z.O.N.I.[8][9]

## Některé slovenské improvizační show
- Partička
- Kukátko
- GejmHaus[10]

## Výtvarné improvizace
Existují i výtvarné improvizace, jako jsou rychlokresba či rychlomalba, často předváděné jako druh turistické či pouťové atrakce.